# Markovec
Markovec (německy: Marksdorf) je část občiny Loška dolina v Přímořsko-vnitrokraňském regionu ve Slovinsku. Je to sídlo typu vesnice.

## Geografie
Markovec se nachází v nadmořské výšce 583 m n. m. v historickém regionu Vnitřní Kraňsko.

## Obyvatelstvo
V roce 2002 žilo ve vsi Markovec 205 obyvatel na ploše 134 ha.